# Колпинский переулок (Санкт-Петербург)
Ко́лпинский переу́лок — переулок в Петроградском районе Санкт-Петербурга. Проходит от Большой Зелениной улицы до Ораниенбаумской улицы.

## История
Участок от Большой Зелениной улицы до Колпинской улицы с 1849 по 1914 годы входил в состав Колпинской улицы. В 1930-е годы получил имя Колпинский переулок, в ряду улиц Петербургской стороны, наименованных по населённым пунктам Санкт-Петербургской губернии.

## Достопримечательности
- На углу Колпинского переулка и Большой Зелениной улицы находится почтовое отделение № 197110 (Большая Зеленина ул., 11/1).
- Ораниенбаумский сквер (напротив домов 5 и 3).